# Ereca maculata
Ereca maculata is een hooiwagen uit de familie Assamiidae.